# Королівський астроном Ірландії
Королівський астроном Ірландії — почесна посада, яку в 1793—1921 роках носив професор кафедри астрономії в Трініті-коледжі Дубліна. Кафедра астрономії була створена в 1783 році, — в ті ж роки, коли була заснована обсерваторія Дансінк. Її очільник зветься ендрюським професором астрономії на честь ректора Трініті-коледжа Френсіса Ендрюса. В 1793 році грамота короля Георга III надала професору титул королівського астронома Ірландії. В 1921 році, після здобуття Ірландією незалежності, посади Королівського астронома Ірландії та ендрюського професора стали вакантними. Професорська посада була відновлена в 1984 році.

## Історія
Обсерваторія Дансінк була заснована в 1785 році за заповітом ректора Трініті-коледжу Френсіса Ендрюса, який помер у 1774 році. Названа на честь Ендрюса професорська посада також фінансувалась з його заповіту. Новий статут коледжу вимагав від професора «виконувати регулярні спостереження за небесними тілами … і сонцем, місяцем і планетами».
У 1921 році Генрі Крозер Кітінг Пламмер покинув Трініті та перейшов у Королівську військову академію у Вуліджі, залишивши посаду ендрюського професора, королівського астронома та директора обсерваторії Дансінк. Громадянські заворушення та політичні потрясіння того періоду не дозволили швидко заповнити вакансію. Звання королівського астронома більше ніколи не присвоювали. У 1947 році Дансінкська обсерваторія перейшла від Трініті-коледжу в підпорядкування Дублінського інституту перспективних досліджень. Звання ендрюського професора було відроджено в 1984 році як почесне звання в математичній школі Трініті-коледжу.

## Список ендрюських професорів і Королівських астрономів Ірландії
- 1783—1790: Генрі Ушер (1741—1790) — перший ендрюський професор
- 1790—1827: Джон Брінклі (1763—1835) — перший королівський астроном Ірландії
- 1827—1865: Вільям Ровен Гамільтон (1805—1865)
- 1865—1874: Франц Брюннов (1821—1891)
- 1874—1892: Роберт Ставелл Болл[en] (1840—1913)
- 1892—1897: Артур Олкок Рембо[en] (1859—923)
- 1897—1906: Чарльз Джаспер Джоулі[en] (1864—1906)
- 1906—1912: Едмунд Тейлор Віттекер (1873—1956)
- 1912—1921: Генрі Крозер Кітінг Пламмер (1875—1946) — останній королівський астроном Ірландії
- 1921—1984: присудження звань призупинено
- 1984—1996: Петрік Веймен[en] — відродження звання ендрюського професора, але не королівського астронома
- 1997: звання вакантне
- 1998—2019: Люк Друрі[en]
- Від 2019: Лучіано Реззолла[en][3]